# Eszterházypalatset
Eszterházy är ett slott i Fertőd i Ungern som uppfördes av furst Nikolaus Esterházy i slutet av 1700-talet. Det kallas för Ungerns Versailles och är landets största rokokobyggnad. Kompositören Joseph Haydn arbetade för familjen Esterházy och bodde i slottet under 24 år. Merparten av de symfonier Joseph Haydn komponerade skrevs på slottet för familjen Esterházys orkester.
Slottet kan lätt förväxlas med Slottet Esterházy som är beläget bara 40 km därifrån i Eisenstadt i Österrike. Det österrikiska slottet var länge huvudsäte för ätten Esterházy och där finns konsertsalen Haydnsaal.

## Historia
Palatset byggdes på den vattensjuka marken nära sjön Neusiedler Sees södra strand. Palatset började förmodligen byggas 1762 på platsen för familjen Esterhazys jaktstuga Süttör. Jaktstugan byggdes 1720 av arkitekten Anton Erhard Martinelli och den blivande furst Nikolaus Esterházy var en flitig besökare. Jaktslottet utgjorde kärnan kring vilken palatset byggdes..  
Arkitekten Johann Ferdinand Mödlhammer påbörjade projektet och år 1765 övertogs det av arkitekten Melchior Hefele. Palatset jämförs ofta med Versailles men har tydligare influenser från Versailles österrikiska förebilder som Schönbrunn i Wien.
Redan år 1766 skedde inflyttning till palatset, men byggandet fortsatte ytterligare flera år. Operahuset blev klart år 1768 och invigdes med Joseph Haydns opera Lo speziale. Marionetteatern färdigställdes år 1773 och när fontänen framför palatset stod färdig år 1784 ansåg furst Nikolaus Esterházy att byggandet var slutfört. Kostnaden var då 13 miljoner österrikisk-ungerska forinter.

## Rummen
Palatset har 126 rum, noterbara är bankettrummet med en takmålning föreställande Apollo, biblioteket med närmare 22 000 volymer samt den största salen, den grottliknande Sala Terrana. I Sala Terranas tak är änglar som håller blomstergirlanger i formen av ett E för Esterháza avbildade. Palatset hade två operateatrar och en marionetteater. Den stora teatern hade 400 sittplatser men förstördes vid en brand redan 1779.